# Pasquale Bruzzone
Pasquale Bruzzone (Genova, 1946) è un boccista italiano.

1991: Pasquale Bruzzone (quarto da destra) solleva la Coppa Europa vinta con la Chiavarese.

Specializzato nella disciplina volo è stato più volte campione del mondo e d'Italia, Bruzzone ha militato nelle più importanti società boccistiche della Penisola (ABG Genova, Chiavarese, Ferrero...) ed è a tutt'oggi in piena attività: veste infatti la maglia della Voltrese, società ligure con cui nella stagione 2010-2011 ha colto un inaspettato accesso alla fase finale del campionato.
Negli ultimi tempi Bruzzone ha ricoperto il ruolo di selezionatore per la nazionale italiana: dopo una prima esperienza nel 2006 è tornato a guidare la squadra azzurra per i mondiali tenuti a Feltre nel settembre 2011. Diverse vittorie da giocatore in azzurro con alcuni dei campioni di questo sport; in primis Umberto Granaglia e Nicola Sturla con il quale, tra gli altri risultati, ha centrato la vittoria nel mondiale a coppie del 1993.